# Robert Watt
Robert Watt (født 28. oktober 1837 på Holmstrupgård ved Aarhus, død 11. juni 1894 i København) var en dansk journalist, forfatter og teaterdirektør, morfar til Bjørn Watt Boolsen. 

## Opvækst og ungdom
Watt tilbragte sine første seks leveår på Holmstrupgård, som hans far proprietær William Watt ejede frem til sin død i 1843, hvorefter familien flyttede til Aarhus. Han tog realeksamen fra Aarhus videnskabelige Realskole og gik efterfølgende i handelslære. I 1857 rejste han til Australien, hvor han bl.a. ernærede sig som diligencekusk.

## Forfatter, oversætter og journalist
I 1860 vendte Watt hjem til Danmark og bosatte sig i København, hvor han skrev en række farverige skildringer af sine oplevelser i Australien til Illustreret Tidende, samt udgav rejsebøgerne "Fra Australien" (1862) og "I Verandaen" (1865) under pseudonymet Bob. I de følgende ti år oversatte han dels en række populære romaner og noveller af William Makepeace Thackeray, Edgar Allan Poe, Bret Harte og Mark Twain fra engelsk, dels påbegyndte han en karriere som omrejsende reporter ("flyvende korrespondent") for Dagbladet med base i Paris, hvorfra han skrev rejsebreve og føljetoner. Hans artikler blev samlet i rejsebøger, der solgte i store oplag. I 1866 grundlagde han ugebladet Figaro, der i 1868 tog navneforandring til Dagens Nyheder, og redigerede bladet indtil han i 1871 drog på en længere reportagerejse til USA, hvor han bl.a. overværede Chicagos brand og samlede stof til bøgerne Hinsides Atlanterhavet I-III (1872-74).
I 1867 ledsagede Watt sin ven H.C. Andersen på dennes anden rejse til Paris.

## Teaterdirektør
Watt færdedes hjemmevant i teaterkredse både i Danmark og udlandet, han skrev revytekster til Nytårsrevyen (1872) og Rundt på Jorden (1874) og var ven med Folketeatrets grundlægger Hans Wilhelm Lange. I 1875 udgav han en bearbejdelse af en række små sketcher og scener i bogen "Fra Scenen". Året efter blev Watt medejer af og direktør for Folketeatret, hvor han hyrede Frederik Høedt som instruktør og fik succes med at opføre en række populære forestillinger, heriblandt farcerne "Pariserliv" og "Niniche", samt operetten "Flagermusen"; men også opførte mere seriøse værker som Bjørnstjerne Bjørnsons "Leonarda". Dagmarteatrets åbning i 1883 førte til øget konkurrence, hvilket fik Watt til i 1884 at trække som direktør og sælge sin andel af teateret for 80.000 kr.

## Tivoli
I 1886 blev han udnævnt til direktør for Tivoli, en stilling han beholdt frem til sin død. Han var desuden leder af Casino-teatret i sæsonen 1890-91. 

## Familie
Robert Watt var søn af William Watt (1805-1843), hvis far hørfabrikant Alexander Watt var indvandret fra Skotland, og dennes hustru Caroline Müller (1803-49). Han blev 8. juni 1881 gift med skuespilleren Augusta Dorothea Ingeborg Olsen (1856-1927), deres datter Leonie Watt Boolsen blev mor til skuespilleren Bjørn Watt Boolsen.